# Marie Sallé
Marie Sallé (1707? – Parigi, 27 luglio 1756) è stata una danzatrice e coreografa francese, figlia dei danzatori Étienne Sallé e Marie-Alberte Moylin.

## Biografia
Mosse i primi passi nell'ambiente familiare, alla Foire Saint-Laurent nel 1718 e danzò per la prima volta ne Les Fêtes vénitiennes all'Opéra di Parigi, allora nota con il nome di Académie royale de musique nel 1721, quattordicenne, rimpiazzando all'improvviso Françoise Prévost, della quale era allieva.
Essendo la compagnia dell'Opéra al completo, Marie Sallé ritornò alla Foire e nel 1725, accompagnata da suo fratello François, partì per Londra per iniziare la sua prima tournée in Inghilterra. Ritornò a Parigi due anni più tardi e fece il suo debutto ufficiale all'Opéra il 14 dicembre 1727, in Les Amours des dieux, balletto di Fuzelier, musica di Mouret. Fino al suo ritiro dalle scene pubbliche nel 1740, ottenne numerosi permessi per danzare regolarmente a Londra.
Soprannominata «la Vestale» in ragione dei suoi costumi irreprensibili, sviluppò una danza graziosa, espressiva e cesellata, contrastante con quella della sua rivale Marie Camargo. In Les Caractères de la danse, nel 1729, danzò con Laval indossando un abito di velo leggero simile ad una tunica greca e senza maschera impiegata fino ad allora per rappresentare il personaggio. Rivoluzionò così la pratica tradizionale che voleva la danzatrice vestita con lunghe e larghe gonne e busti stretti e anticipò le riforme di Noverre.
Fu una delle prime donne coreografe, creando diversi balletti-pantomime per l'Opéra: Pigmalione e Bacco e Arianna (1734), parecchie entrée delle opéra-ballet: Les Indes galantes di Jean-Philippe Rameau su libretto di Fuzelier (1735), L'Europe galante di André Campra su libretto di Antoine Houdar de La Motte, (1736) e Les Fêtes d'Hébé di Rameau su libretto di Antoine-César Gautier de Montdorge (1739).
Amica di Garrick e di Haendel, destò l'ammirazione di Voltaire che le dedicò questi versi: